# Universidad de Buira
La Universidad Mohand Oulhadj o Universidad Mohand Akli Oulhadj (en francés: Université Mohand Oulhadj) es una universidad pública argelina situada en la ciudad de Buira, en el vilayato homónimo. 

## Facultades
- Ciencias Humanas y Sociales
- Lengua y literatura árabes
- Lengua y cultura bereber
- Derecho
- Ciencias económicas, comerciales y de Ciencias de la gestión
- Ciencias y tecnología